# Dominique Ollivier
Dominique Ollivier, née en 1964 à Haïti, est une femme politique canadienne.
Elle est conseillère de ville dans le district Vieux-Rosemont de l'arrondissement Rosemont–La Petite-Patrie depuis les élections municipales du 7 novembre 2021.
Elle est présidente du Comité exécutif de Montréal de 2021 à 2023.

## Biographie
Dominique Ollivier est la fille de l'écrivain, sociologue et professeur Émile Ollivier et de Marie-Josée Glémaux. Ses parents fuient le régime de François Duvalier et arrivent à Amos en Abitibi en 1966 alors que Dominique a deux ans, puis la famille déménage à Montréal en 1968.

## Formation et carrière
Dominique Ollivier détient une maîtrise en génie de Polytechnique Montréal et une maîtrise en administration publique de l’École nationale d’administration publique. De 1995 à 2001, elle occupe plusieurs fonctions au sein de cabinets ministériels au gouvernement du Québec ainsi que pour des organismes sociaux. 
Lors des élections municipales de 1998 à Montréal, elle est candidate pour Équipe Montréal, le nouveau parti de l'ancien maire Jean Doré, dans le district Pointe-Sainte-Charles. Elle obtient 10,3 % des votes et est défaite par le conseiller municipal sortant, l'indépendant Marcel Sévigny.
De 2001 à 2006, elle est employée au sein du cabinet du chef du Bloc québécois, Gilles Duceppe. En août 2004, en prévision de l'élection partielle dans la circonscription de Gouin, elle perd l’investiture du Parti québécois contre le futur député Nicolas Girard. 
De 2006 à 2011, elle est directrice générale de l’Institut de coopération pour l’éducation des adultes (ICEA).
De février 2009 à septembre 2014, elle occupe le poste de commissaire ad hoc de l'Office de consultation publique de Montréal puis en devient la présidente le 15 septembre 2014, fonction qu'elle occupe jusqu'au 9 septembre 2021.

## Conseillère municipale
Avec le parti Projet Montréal, elle se présente pour le poste de conseillère de ville dans le district Vieux-Rosemont dans l'arrondissement de Rosemont–La Petite-Patrie. Elle est élue après avoir recueilli 70,7 % du suffrage.

## Présidente du Comité exécutif de Montréal
À la suite des élections municipales de 2021 à Montréal, Dominique Ollivier devient présidente du Comité exécutif de Montréal. Elle est la 4e femme et la 1re femme noire à occuper ce poste. 
Elle démissionne le 13 novembre 2023 en lien avec les dépenses extravagantes lors de sa présidence de l'OCPM.